# 히다카군 (홋카이도)

히다카 군의 위치

히다카군(일본어: 日高郡)은 일본 홋카이도 남서부, 히다카 지청의 북동쪽에 위치하는 군이다.
인구 20,159명, 면적 1,147.55km², 인구밀도 17.6명/km².(2025년 2월 28일, 주민기본대장인구)
이하 1정으로 구성된다.
- 신히다카정(新ひだか町)

## 역사
- 2006년 3월 31일 : 시즈나이 군 시즈나이 정과 미쓰이시 군 미쓰이시 정을 합쳐 히다카 군 신히다카 정을 설치했다.